# Михаил Пенушлиев
Михаил Димитров Пенушлиев е български търговец и общественик, деец на Солунската българска община.

## Биография
Пенушлиев е роден в Щип. Занимава се с търговия в Солун и забогатява. Става един от активните членове на българската община и има заслуги за запазването на българщината в Щип и в Солун. В 1900 година подкрепя Българското тайно революционно братство. В 1900 година отказва да внесе исканата от него от Вътрешната македоно-одринска революционна организация сума и срещу него е извършен опит за убийство. Пенушлиев е заедно с Лазо Дерменджиев от Гевгели, който стрелял по терориста на ВМОРО Мицо, и го убива. Организацията не предприема нищо срещу Лазо Дерменджиев, а Михаил Пенушлиев е арестуван и лежи в затвора, откъдето е освободен срещу 400 лири подкуп.
 В крайна сметка Пенушлиев внася в касата на комитета исканата от него сума от 50 или 70 лири. В резултат на аферата са уволнени валията и комисарят Сюлейман ефенди.
Секретарят на българското агентство в Солун М. В. Самаров праща писма до Михаил Ковачев и до Мърховния македонски комитет с молба за намеса. Комитетът на 11 април 1900 година, като взема предвид народополезната дейност на Пенушлиев и че подстрекател е всъщност българският агент в Солун Атанас Шопов, решава да ходатайства пред Централния комитет на ВМОРО в негова полза.
След Междусъюзническата война в 1913 година Пенушлиев бяга в Свободна България. Умира в София в 1930 година.